# Державний музей золота і коштовних металів Республіки Казахстан
Державний музей золота і коштовних металів — музей ювелірного мистецтва в місті Астана. Був заснований в 1990 році в місті Алма-Ата і перенесений до Астани в жовтні 2000 року. Музей займається збиранням, збереженням, експонуванням унікальних творів стародавнього і середньовічного мистецтва Казахстану із золота і срібла. Основне завдання музею — зосередити в одному місці шедеври ювелірного мистецтва, що знаходяться в різних музеях Республіки та сприяти поверненню багатьох унікальних цінностей, вивезених в різний час за межі Казахстану.

## Експозиція

### Іссикська золота людина
Вік золотих прикрас сакського вождя датується V-IV ст. до н. е. На думку антропологів, похованому в кургані Іссик юнакові було 17-18 років. Тканина одягу була пофарбована в коричневий або червоний колір.

### Зал золота
Крім Золотої людини в залі золота представлені і інші експонати: Перстень із зображенням верблюда. Золото, бірюза. Каргалінський скарб, Південний Казахстан, 2-1 ст. до н. е.
Геральдичні олені. Золото. Жалаулинський скарб, Південний Казахстан, 7-3 ст. до н. е.
Архар. Золото, бірюза. Курган Шилікти, Східний Казахстан, 7 ст. до н. е.
Потрійний грифон. (Деталь кінського спорядження). Дерево, золото (фольга). Курган Берель, Східний Казахстан, 4-3 ст. до н. е.
Перстень-печатка. Золото. Курган Іссик, Південний Казахстан, 5-4 ст. до н. е.

### Зал срібла
В експозиції залу срібла представлені ювелірні вироби 18-го — початку 20-го століття
- Нагрудні прикраси, що входили в комплекс святкових прикрас казахських жінок.
- Чоловічі пояси
- Прикраси для коней
- Інші предмети побуту і прикраси зі срібла.